# Crain Communications Building
Das Crain Communications Building ist ein 41-stöckiges, 177 Meter hohes Hochhaus auf der 150 North Michigan Avenue in der Innenstadt von Chicago, Illinois in der Nähe des Millennium Parks. Das Gebäude wurde zunächst als Smurfit-Stone Building und Stone Container Building sowie als Associates Center bekannt. Im Volksmund heißt es auch Diamant oder Vagina Building.

## Geschichte
Der Bau des Gebäudes begann im Jahr 1983 an der Stelle der abgerissenen John Crerar Library und wurde 1984 fertiggestellt. Das Gebäude, bekannt für seine außergewöhnliche, schräge Fassade, entwarf Sheldon Schlegman vom Architektenbüro A. Epstein und Söhne. Das Gebäude verfügt über 41 vermietete Etagen; die 5 oberen, nicht vermieteten Etagen, werden nicht als offizielle Stockwerke gezählt. In den zwei Spitzen, in denen die Klimaanlagen untergebracht sind. Obwohl das Gebäude aussieht, als ob es in der Mitte gespalten wäre, gibt es nur eine Lücke an der Spitze. Bei lokalen Politik- oder Sportereignissen wird das Schrägdach mit Sport-Slogans wie GO BEARS („Vorwärts, Bears“) oder Go SOX („Vorwärts, Sox“) bestrahlt. Während des Wahltages im Jahr 2008 wurde der Slogan VOTE 2008 gezeigt.
Das Crain Communications Building gilt als ein „intelligentes“ Gebäude mit anspruchsvollen Umwelt- und Sicherheitseinrichtungen. Drei Jahre nach der Fertigstellung des Gebäudes spielte es eine Rolle im Touchstone-Pictures-Film Die Nacht der Abenteuer. Im Film Transformers 3 wird das Gebäude zerstört. Das Gebäude ist Bestandteil des Spiels SimCity 4 und des Videospiels Command & Conquer: Alarmstufe Rot 2.
Die Umbenennung erfolgte im März 2012, nachdem die Crain Communications Group ihren Sitz dorthin verlegte.